# 李蕙嫻
李蕙嫻女士（1951年—），出生於香港，为香港上市公司俊和發展集團 (港交所：0711) 董事，彭錦俊博士夫人。她在1975年加入俊和，成為夫妻檔，最初是小型工程。後來直至開始參與鐵路路軌工程，即是鐵路電氣化開始改革，也參與道路、渠務、平整、房地產、海港等大型建設。

## 相關連結
- 李蕙嫻女士 俊和發展集團董事